# Urophyllum johannis-winkleri
Urophyllum johannis-winkleri är en måreväxtart som beskrevs av Elmer Drew Merrill. Urophyllum johannis-winkleri ingår i släktet Urophyllum och familjen måreväxter. Inga underarter finns listade i Catalogue of Life.